# Порочные связи
«Порочные связи» (англ. Conversations with Other Women) — американская комедийная драма 2005 года, режиссёра Ханса Канозы. В главных ролях снялись Аарон Экхарт, Хелена Бонем Картер и Нора Зехетнер.

## Сюжет
На свадебной вечеринке мужчина лет сорока (Аарон Экхарт) предлагает бокал шампанского подружке невесты (Хелена Бонэм Картер). По ходу беседы они начинают флиртовать. Благодаря остроумной светской беседе на такие темы, как свадебная вечеринка и их собственное прошлое, постепенно открывается, что они не чужие друг другу. Серия сцен из прошлого указывает на тот факт, что в прошлом оба были возлюбленными. Пара решает провести ночь в отеле вместе, однако такое решение чревато оказаться для них сложным эмоциональным багажом в будущем. Мужчина и женщина пересматривают свои отношения, а на следующий день уезжают прочь друг от друга.

## В ролях
- Аарон Экхарт — мужчина
- Хелена Бонем Картер — женщина
- Нора Зехетнер — женщина в юности
- Оливия Уайлд — подружка невесты

## Производство
Съёмки фильма проводились в Калвер-Сити и Лос-Анджелесе (Калифорния). Картину показали на кинофестивале в Токио, международном кинофестивале в Вальядолиде, международном кинофестивале в Сиэтле и на кинофестивале в Лос-Анджелесе. Премьера фильма состоялась 11 августа 2006 года. «Порочные связи» собрал скромную кассу и получил прохладные отзывы критиков. На Rotten Tomatoes фильм получил рейтинг в 74 % на основе 62 рецензий.

## Награды
| Результат | Награда                    | Номинант            | Фестиваль/Церемония                       | Год  |
| --------- | -------------------------- | ------------------- | ----------------------------------------- | ---- |
| Победа    | Специальный приз жюри      | Ханс Каноза         | Международный кинофестиваль в Токио       | 2005 |
| Победа    | Лучшая актриса             | Хелена Бонем Картер | Международный кинофестиваль в Токио       | 2005 |
| Номинация | Гран-при Токио             |                     | Международный кинофестиваль в Токио       | 2005 |
| Победа    | Лучшая актриса             | Хелена Бонем Картер | Британский кинофестиваль                  | 2007 |
| Номинация | Продюсерская награда       | Рем Бергман         | Независимый дух                           | 2005 |
| Номинация | Награда за лучший сценарий | Габриэль Зевин      | Независимый дух                           | 2006 |
| Номинация | Золотой колос              |                     | Международный кинофестиваль в Вальядолиде | 2005 |